# Oldendorf (Salzhemmendorf)
Oldendorf is een plaats in de Duitse gemeente Salzhemmendorf, deelstaat Nedersaksen, en telde in 2019 1.238 inwoners.
De hoofdplaats van de gelijknamige gemeente, Salzhemmendorf, ligt 5½ kilometer ten zuidwesten van Oldendorf.
Door Oldendorf loopt de verkeersader Bundesstraße 1, en ook de Saale, een (niet bevaarbaar) zijriviertje van de meer oostelijk stromende Leine.
Bij het dorp ligt een spoorwegstation (Station Osterwald) aan de spoorlijn van Hildesheim naar Löhne. Dit station bevindt zich tussen de dicht bij elkaar liggende dorpen Osterwald (NW), Oldendorf (ZW) en - het intussen door een nieuwbouwwijk aan Oldendorf vastgegroeide, in 2019 616 inwoners tellende - Benstorf (O) in. Ieder uur doet een stoptrein in beide richtingen dit station aan. Aanvullend busverkeer is beperkt tot enige buurtbus- en schoolbuslijnen, die 's avonds en in de weekends niet rijden.
Naast dit station ligt een klein bedrijventerrein. Niet ver ten oosten van Benstorf ligt pretpark Rasti-Land.

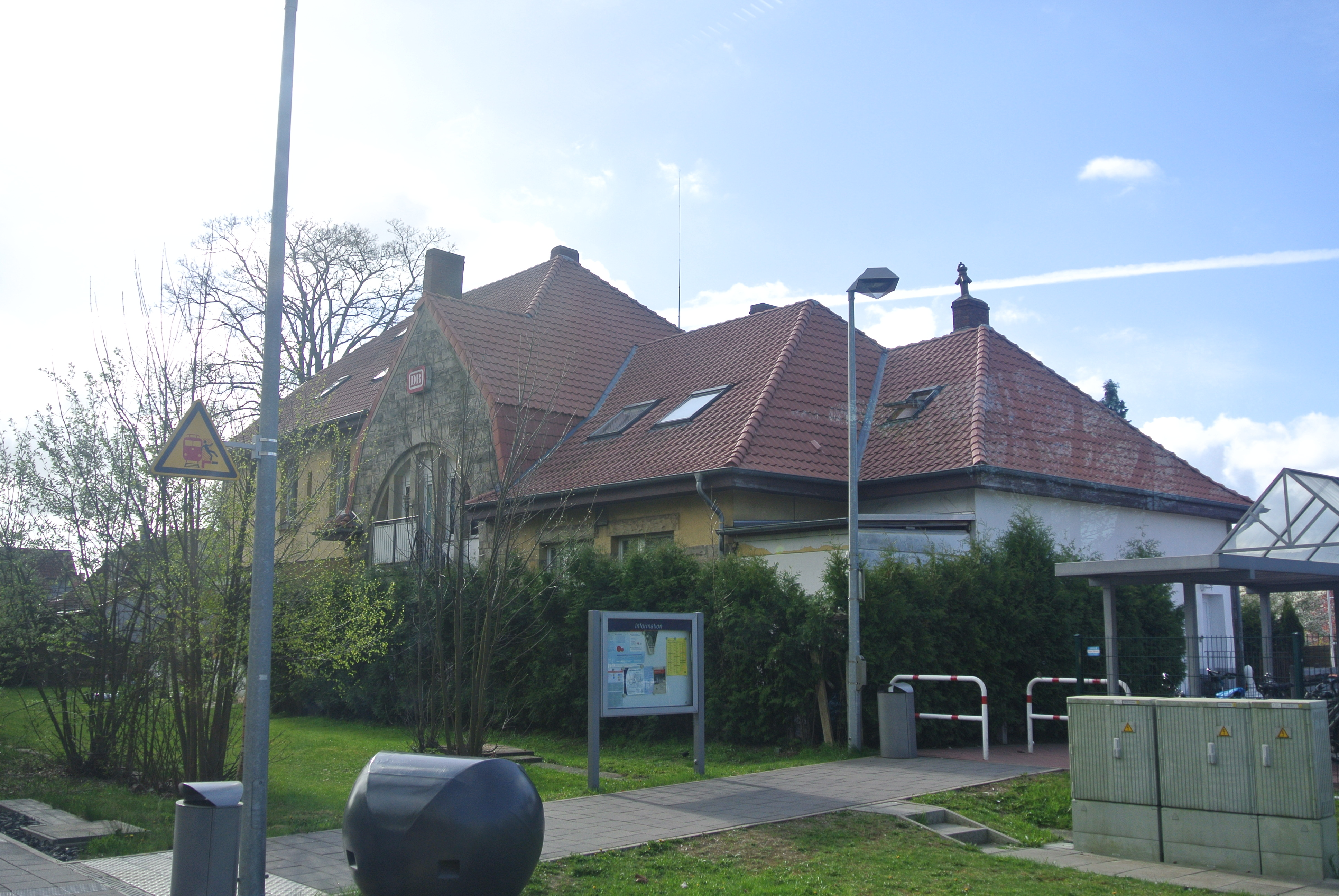
Station Osterwald